# Javier Lozano Barragán
Javier Lozano Barragán (Toluca, 26 gennaio 1933 – Roma, 20 aprile 2022) è stato un cardinale e arcivescovo cattolico messicano.

## Biografia
Nasce a Toluca, allora nell'arcidiocesi di Città del Messico, il 26 gennaio 1933.

### Formazione e ministero sacerdotale
Dopo gli studi nel seminario diocesano di Zamora, è ordinato presbitero il 30 ottobre 1955 dall'arcivescovo Carlo Confalonieri (poi cardinale).
Tra il 1954 ed il 1958 ottiene, presso la Pontificia Università Gregoriana, il dottorato e la laurea in teologia dogmatica.
Dopo l'ordinazione è professore di teologia dogmatica e storia della filosofia nel seminario diocesano e maestro di pedagogia negli istituti magistrali. Dal 1973 al 1975 ricopre l'incarico di presidente della società teologica messicana, mentre dal 1977 al 1979 quello di direttore dell'istituto teologico pastorale del Consiglio episcopale latinoamericano.

### Ministero episcopale e cardinalato

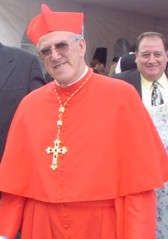
Il cardinale presso la basilica di Nostra Signora di Guadalupe, in occasione del 25º anniversario di ordinazione episcopale, il 15 agosto 2004.

Il 5 giugno 1979 papa Giovanni Paolo II lo nomina vescovo ausiliare di Città del Messico e vescovo titolare di Tinisa di Numidia; riceve l'ordinazione episcopale il 15 agosto successivo, nella basilica di Nostra Signora di Guadalupe, dal cardinale Ernesto Corripio y Ahumada, coconsacranti il cardinale Miguel Darío Miranda y Gómez ed il vescovo José Esaul Robles Jiménez.
Il 28 ottobre 1984 è nominato vescovo di Zacatecas da papa Giovanni Paolo II; succede a Rafael Muñoz Núñez, precedentemente nominato vescovo di Aguascalientes. Il 26 gennaio 1985 prende possesso della diocesi.
Il 20 agosto 1996 papa Giovanni Paolo II lo nomina presidente del Pontificio consiglio della pastorale per gli operatori sanitari; succede al cardinale Fiorenzo Angelini, ritiratosi per raggiunti limiti di età. Il 31 ottobre 1996 rinuncia alla sede di Zacatecas, mentre il 7 gennaio 1997 inizia il nuovo incarico e, in pari tempo, viene elevato arcivescovo.
Nel concistoro del 21 ottobre 2003 papa Giovanni Paolo II lo crea cardinale diacono di San Michele Arcangelo; prende possesso della diaconia il 29 novembre seguente.
Alla morte di papa Giovanni Paolo II decade dall'ufficio di presidente del pontificio consiglio della pastorale per gli operatori sanitari. Il 18 e il 19 aprile partecipa come cardinale elettore al conclave del 2005, che porta all'elezione di papa Benedetto XVI, il quale, il 21 aprile, lo conferma nell'incarico.
Il 18 aprile 2009 papa Benedetto XVI accoglie la sua rinuncia, presentata per raggiunti limiti d'età; gli succede Zygmunt Zimowski, fino ad allora vescovo di Radom.
Nel maggio 2007 partecipa alla V conferenza episcopale latinoamericana ad Aparecida come membro designato dal papa.
Il 26 gennaio 2013 compie 80 anni ed in base a quanto disposto dal motu proprio Ingravescentem Aetatem di papa Paolo VI del 1970, decadono tutti gli incarichi ricoperti nella Curia romana e con essi il diritto di entrare in conclave. Ha avuto i seguenti incarichi presso la Santa Sede:
- membro del Pontificio consiglio per il dialogo con i non-credenti poi Pontificio consiglio della cultura (1988);
- membro della Congregazione per l'evangelizzazione dei popoli (1989);
- membro della Congregazione per i vescovi (gennaio 2000);
- consigliere della Pontificia commissione per l'America Latina (2003).

Il 12 giugno 2014 opta per l'ordine presbiterale e riceve da papa Francesco il titolo di Santa Dorotea, del quale prende possesso il 1º novembre successivo.
Muore il 20 aprile 2022, nel suo appartamento interno al palazzo di San Callisto a Roma, all'età di 89 anni. Le solenni esequie sono state celebrate cinque giorni dopo all'Altare della Cattedra della basilica di San Pietro in Vaticano dal cardinale Giovanni Battista Re, decano del Collegio cardinalizio, e al termine delle stesse papa Francesco ha presieduto il rito dell'ultima commendatio e della valedictio. In seguito ad un altro solenne funerale celebrato il 29 aprile dai cardinali Carlos Aguiar Retes, Norberto Rivera Carrera e Francisco Robles Ortega presso la basilica di Nostra Signora di Guadalupe, è stato sepolto all'interno della concattedrale di Nostra Signora di Guadalupe della diocesi di Zamora.

## Genealogia episcopale e successione apostolica
La genealogia episcopale è:
- Cardinale Scipione Rebiba
- Cardinale Giulio Antonio Santori
- Cardinale Girolamo Bernerio, O.P.
- Arcivescovo Galeazzo Sanvitale
- Cardinale Ludovico Ludovisi
- Cardinale Luigi Caetani
- Cardinale Ulderico Carpegna
- Cardinale Paluzzo Paluzzi Altieri degli Albertoni
- Papa Benedetto XIII
- Papa Benedetto XIV
- Cardinale Enrico Enriquez
- Arcivescovo Manuel Quintano Bonifaz
- Cardinale Buenaventura Córdoba Espinosa de la Cerda
- Cardinale Giuseppe Maria Doria Pamphilj
- Papa Pio VIII
- Papa Pio IX
- Arcivescovo José María Ignacio Montes de Oca y Obregón
- Arcivescovo Próspero María Alarcón y Sánchez de la Barquera
- Arcivescovo Leopoldo Ruiz y Flóres
- Arcivescovo Luis María Altamirano y Bulnes
- Arcivescovo Octaviano Márquez y Tóriz
- Cardinale Ernesto Corripio y Ahumada
- Cardinale Javier Lozano Barragán

La successione apostolica è:
- Arcivescovo Jesús Carlos Cabrero Romero (2008)